# Casaleggio Novara
Casaleggio Novara (Casleugg in piemontese) è un comune italiano di 901 abitanti della provincia di Novara in Piemonte.

## Monumenti e luoghi d'interesse

### Architetture religiose

#### Chiesa di Sant'Antonio abate
Posta in posizione isolata, in mezzo alle risaie, la chiesa di Sant'Antonio si presenta oggi allo stato di rudere, ma vanta origini risalenti all'epoca medievale. Ciò che rimane del periodo romanico sono le mura perimetrali ed il campanile, ricostruito nel Quattrocento ed ancora discretamente conservato. Nel corso del XVIII secolo, venne costruito un nuovo presbiterio di stile barocco. La struttura della chiesa si presenta a tre navate.
Le prime notizie documentali relative alla chiesa risalgono al 1556 quando si sa che vi venne stabilito un beneficio per la celebrazione di una messa festiva. Una visita pastorale del 1573 la segnala posta a 700 passi dal centro abitato di Casaleggio; la struttura appariva lunga 30 passi e larga 16, dotata dell'altare maggiore e di due altari minori laterali. Beneficiario dei suoi redditi era il novarese Scipione Gallerati che vi celebra regolarmente ogni domenica. Quest'ultimo, nel 1591, venne sostituito da Giovanni Francesco Pellizzaro, canonico a Biandrate, il quale nella sua visita per la presa di possesso evidenzia come la chiesa non presentasse una volta, bensì un semplice tetto, ma disponesse di una sacrestia.
Secondo alcune ipotesi moderne, la struttura che oggi appare isolata rispetto ad altri edifici, si presentava probabilmente affiancata da altri edifici minori per accogliere viandanti e pellegrini.

## Società

### Evoluzione demografica
Abitanti censiti

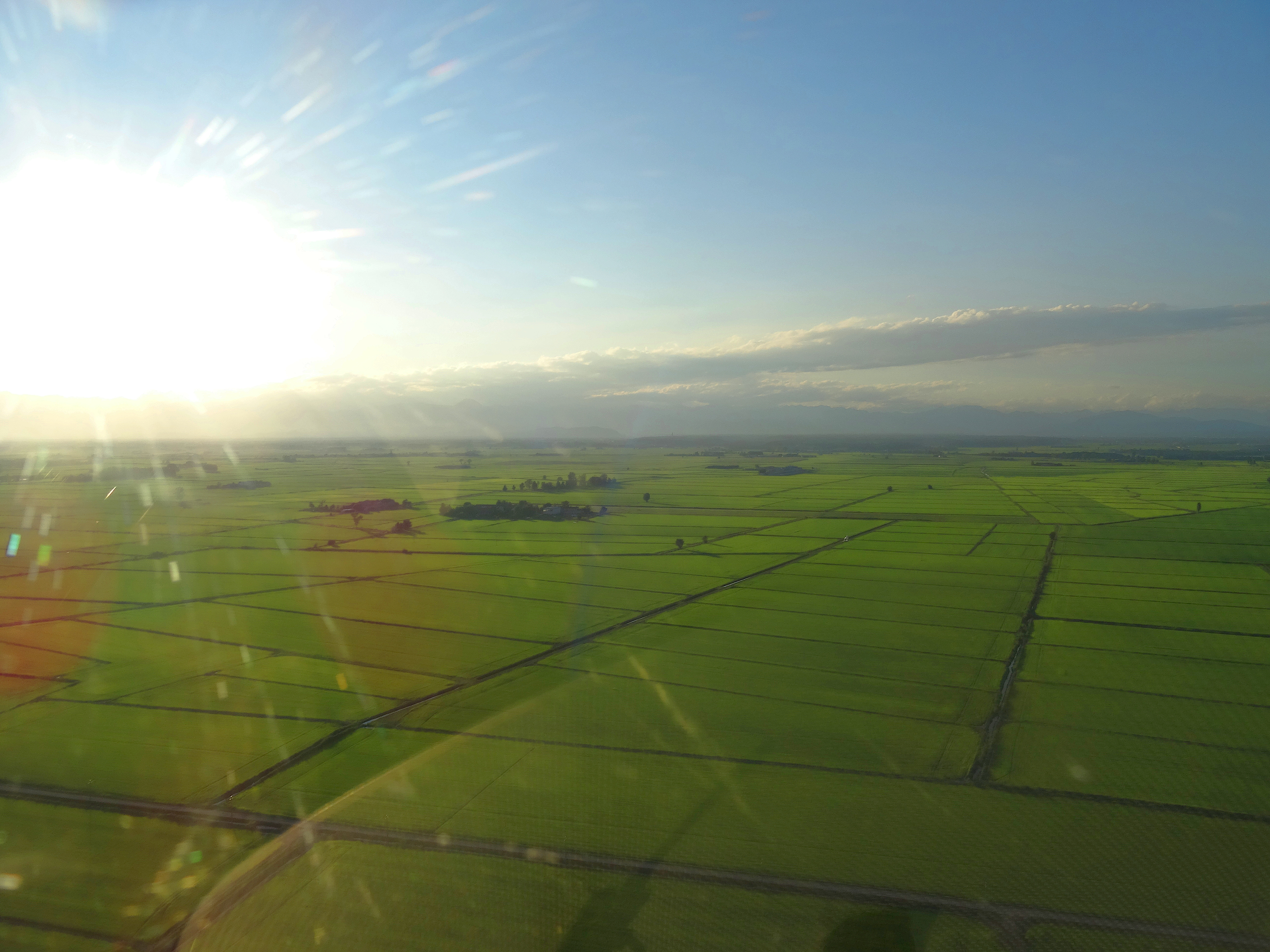
Aviosuperficie Casaleggio Novara

A circa un chilometro ad est del villaggio c'è un piccolo campo d'aviazione in mezzo alle risaie.

## Amministrazione
Di seguito è presentata una tabella relativa alle amministrazioni che si sono succedute in questo comune.
| Periodo         | Periodo         | Primo cittadino     | Partito                             | Carica              | Note  |
| --------------- | --------------- | ------------------- | ----------------------------------- | ------------------- | ----- |
| 2 luglio 1985   | 22 maggio 1990  | Pier Elisio Paglino | Democrazia Cristiana                | Sindaco             | [ 6 ] |
| 22 maggio 1990  | 24 aprile 1995  | Carlo Vinzio        | -                                   | Sindaco             | [ 6 ] |
| 24 aprile 1995  | 14 giugno 1999  | Giuseppe Barbavara  | -                                   | Sindaco             | [ 6 ] |
| 14 giugno 1999  | 14 giugno 2004  | Giuseppe Barbavara  | -                                   | Sindaco             | [ 6 ] |
| 14 giugno 2004  | 17 gennaio 2006 | Aldo Rigamonti      | lista civica                        | Sindaco             | [ 6 ] |
| 17 gennaio 2006 | 29 maggio 2006  | Anna Laurenza       |                                     | Comm. straordinario | [ 6 ] |
| 29 maggio 2006  | 16 maggio 2011  | Valter Brustia      | Insieme                             | Sindaco             | [ 6 ] |
| 16 maggio 2011  | in carica       | Valter Brustia      | lista civica Insieme per Casaleggio | Sindaco             | [ 6 ] |